# Ždírec (Česká Lípa-i járás)
Ždírec település Csehországban, Česká Lípa-i járásban. Ždírec Okna, Blatce, Dubá, Luka és Tachov településekkel határos. Lakosainak száma 117 fő (2024. január 1.).

## Népesség
A település lakosságának változását az alábbi diagram mutatja:
| Lakosok száma | 404  | 334  | 298  | 193  | 108  | 113  | 130  | 130  | 116  | 117  |
|               | 1869 | 1890 | 1921 | 1950 | 1980 | 2001 | 2017 | 2019 | 2022 | 2024 |